# Ngân hàng Nhà nước Việt Nam
Ngân hàng Nhà nước Việt Nam (tên viết tắt: SBV hoặc NHNNVN) là cơ quan ngang bộ của Chính phủ Việt Nam, là ngân hàng trung ương của nước Cộng hòa Xã hội Chủ nghĩa Việt Nam; thực hiện chức năng quản lý nhà nước về tiền tệ, hoạt động ngân hàng và ngoại hối; thực hiện chức năng của ngân hàng trung ương về phát hành tiền, ngân hàng của các tổ chức tín dụng và cung ứng dịch vụ tiền tệ cho Chính phủ; quản lý nhà nước các dịch vụ công thuộc phạm vi quản lý của Ngân hàng Nhà nước.

## Lịch sử hình thành

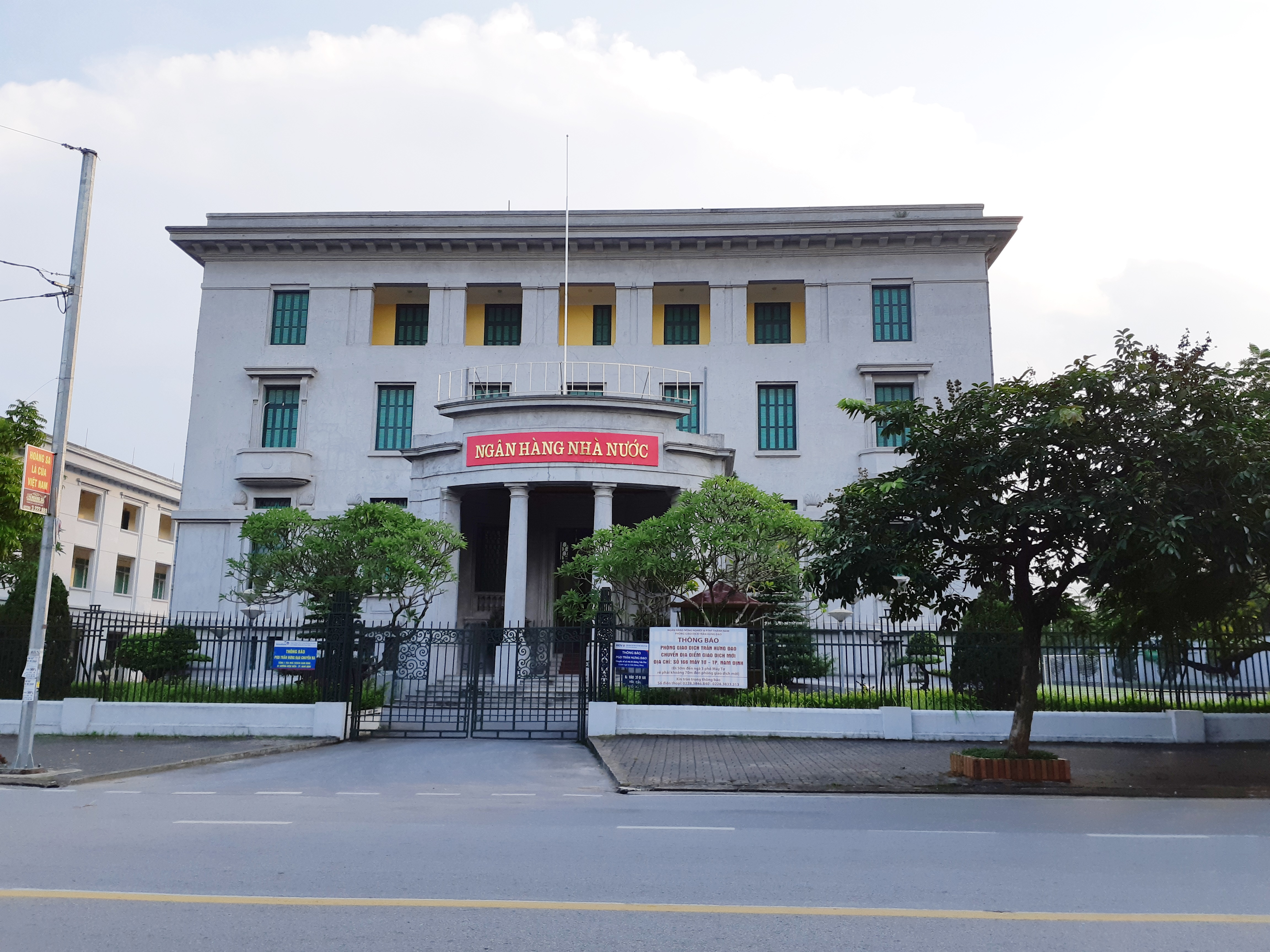
Chi nhánh Ngân hàng Nhà nước tỉnh Nam Định (cũ)

- Thời kỳ Đông Dương thuộc Pháp, chính quyền thực dân Pháp đã quản lý và phát hành tiền tệ thông qua Ngân hàng Đông Dương (Banque d'Indochine) , một ngân hàng có vai trò là ngân hàng trung ương và ngân hàng thương mại trên khu vực Đông Dương thuộc Pháp. Sau Cách mạng Tháng Tám, chính quyền Việt Nam Dân chủ Cộng hòa đã từng bước xây dựng nền tài chính tiền tệ độc lập.
- Ngày 6 tháng 5 năm 1951, chủ tịch Hồ Chí Minh đã ký sắc lệnh số 15/SL thành lập Ngân hàng Quốc gia Việt Nam với các nhiệm vụ: phát hành giấy bạc, quản lý kho bạc, thực hiện chính sách tín dụng để phát triển sản xuất, phối hợp với mậu dịch để quản lý tiền tệ và đấu tranh tiền tệ với thực dân Pháp (đây cũng chính là ngày truyền thống hàng năm kỷ niệm thành lập của ngành ngân hàng Việt Nam).
- Ngày 21 tháng 1 năm 1960, Tổng Giám đốc Ngân hàng Quốc gia đã thừa ủy quyền của Thủ tướng Chính phủ ký Thông tư số 20/VP-TH đổi tên ngân hàng này thành Ngân hàng Nhà nước Việt Nam.
- Sau năm 1975, Chính phủ cách mạng lâm thời Cộng hòa miền Nam Việt Nam đã tiếp quản và "quốc hữu hóa" Ngân hàng Quốc gia Việt Nam của Việt Nam Cộng hòa và thông qua danh nghĩa của chủ nhà băng này để thừa kế vai trò hội viên của Ngân hàng này trong các tổ chức tài chính quốc tế như: IMF, WB, ADB.[3]
- Tháng 7 năm 1976, Việt Nam thống nhất về phương diện nhà nước, đổi tên nước là Cộng hòa Xã hội chủ nghĩa Việt Nam, về ngành ngân hàng, hợp nhất về mặt thể chế, tổ chức từ 1976 và hợp nhất Ngân hàng về mặt tiền tệ vào mùa xuân năm 1978 qua việc đổi tiền.[3]
- Tháng 7 năm 1987, Hội đồng Bộ trưởng ra Quyết định số 218/CT [4] cho phép làm thử việc chuyển hoạt động của Ngân hàng sang kinh doanh xã hội chủ nghĩa.
- Tháng 3 năm 1988, Hội đồng Bộ trưởng ban hành Nghị định 53/HĐBT [5] với định hướng cơ bản là chuyển hẳn hệ thống ngân hàng sang hoạt động kinh doanh.
- Tháng 5 năm 1990, Hội đồng Nhà nước thông qua và công bố hai Pháp lệnh là Pháp lệnh Ngân hàng Nhà nước Việt Nam và Pháp lệnh ngân hàng, hợp tác xã tín dụng và công ty tài chính.
- Tháng 10 năm 1993, quan hệ hợp tác giữa Việt Nam với Quỹ Tiền tệ quốc tế, Ngân hàng Thế giới, Ngân hàng Phát triển châu Á được tái lập và khơi thông
- Ngày 2 tháng 12 năm 1997, Quốc hội khóa X thông qua Luật Ngân hàng Nhà nước Việt Nam và Luật Các tổ chức tín dụng có hiệu lực từ ngày 1 tháng 10 năm 1998.
- Ngày 16 tháng 6 năm 2010, Quốc hội khóa XI thông qua Luật Ngân hàng Nhà nước Việt Nam và Luật các tổ chức tín dụng có hiệu lực từ ngày 1 tháng 1 năm 2011.
- Ngày 11 tháng 11 năm 2013, Chính phủ quy định chức năng, nhiệm vụ, quyền hạn và cơ cấu tổ chức của Ngân hàng Nhà nước Việt Nam thực hiện theo Nghị định số 156/2013/NĐ-CP ngày 11 tháng 11 năm 2013 của Chính phủ. Theo đó, Ngân hàng Nhà nước có 27 đơn vị trực thuộc.

## Lãnh đạo hiện nay
- Thống đốc: Nguyễn Thị Hồng, Ủy viên Trung ương Đảng
- Phó Thống đốc:

1. Đào Minh Tú (sinh 1964), Phó Thống đốc thường trực
2. Đoàn Thái Sơn
3. Phạm Tiến Dũng [6]
4. Phạm Thanh Hà
5. Phạm Quang Dũng [7]
6. Nguyễn Ngọc Cảnh

## Cơ cấu tổ chức
(theo Nghị định số 26/2025/NĐ-CP ngày 24/2/2025 của Chính phủ và Quyết định số 1667/QĐ-TTg ngày 5/8/2025 của Thủ tướng Chính phủ)

### Đơn vị thực hiện chức năng quản lý nhà nước
1. Vụ Chính sách tiền tệ
2. Vụ Thanh toán
3. Vụ Tín dụng các ngành kinh tế
4. Vụ Dự báo, thống kê - Ổn định tiền tệ, tài chính
5. Vụ Hợp tác quốc tế
6. Vụ Pháp chế
7. Vụ Tài chính - Kế toán
8. Vụ Tổ chức cán bộ
9. Văn phòng
10. Thanh tra Ngân hàng Nhà nước
11. Sở Giao dịch
12. Cục Công nghệ thông tin
13. Cục Phát hành và kho quỹ
14. Cục Quản lý ngoại hối
15. Cục Phòng, chống rửa tiền
16. Cục Quản lý, giám sát tổ chức tín dụng
17. Cục An toàn hệ thống các tổ chức tín dụng
18. Ngân hàng Nhà nước chi nhánh tại các Khu vực (Ngân hàng Nhà nước Khu vực)

### Các đơn vị sự nghiệp
1. Trung tâm Thông tin tín dụng Quốc gia Việt Nam
2. Thời báo Ngân hàng
3. Học viện Ngân hàng
4. Trường Đại học Ngân hàng Thành phố Hồ Chí Minh

## Đại diện tại các tổ chức quốc tế
(trích Khoản 15, Điều 2, Nghị định 26/2025/NĐ-CP ngày 24/2/2025 của Chính phủ)
Ngân hàng Nhà nước Việt Nam đại diện cho nước Cộng hòa xã hội chủ nghĩa Việt Nam, Chính phủ Việt Nam tại Quỹ Tiền tệ Quốc tế (IMF), Nhóm Ngân hàng Thế giới (WB), Ngân hàng Phát triển châu Á (ADB), Ngân hàng Đầu tư Quốc tế (IIB), Ngân hàng Hợp tác Kinh tế Quốc tế (IBEC), Ngân hàng Đầu tư cơ sở hạ tầng châu Á (AIIB) và các tổ chức tiền tệ, ngân hàng quốc tế khác.

## Khen thưởng
- Huân chương Sao vàng (2006)
- Huân chương Hồ Chí Minh (1996 và 2011)